# Từ Tiểu Phụng
Từ Tiểu Phụng (chữ Hán: 徐小鳳; bính âm: Xu2 Xiao3 Feng4; tiếng Anh: Paula Tsui) sinh ngày 1 tháng 1 năm 1949, là một ca sĩ hát nhạc Quảng Đông ở Hồng Kông. Cô từng hợp tác với đài TVB cho đến giữa những năm 90 nhưng cũng làm cho đài Asia Television Ltd. trong một vài chương trình năm 1995.

## Đời sống

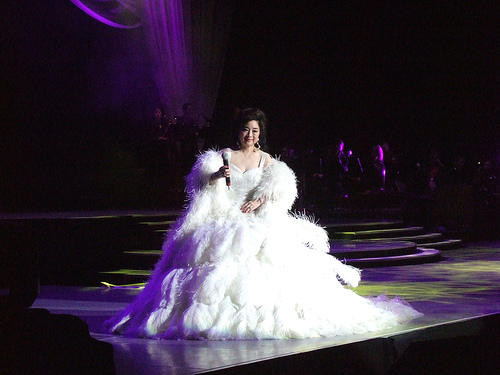
Từ Tiểu Phụng biểu diễn trong show "Glittering Bright Paula Tsui Live in Concert 2006" ở MGM Grand Hotel and Casino tại Las Vegas ngày 29 tháng 1 năm 2006.

Từ Tiểu Phụng kết hôn với ông chủ đài Hồng Kông và nhà lập pháp Trịnh Kinh Hàn trong khoảng từ năm 1975 đến 1979. Việc kết hôn được giữ kín cho đến khi được nhiều người biết đến khoảng đầu năm 1990. Lúc đó Từ Tiểu Phụng đã rất nổi tiếng, trong khi Trịnh Kinh Hàn vẫn chưa được nhiều người biết đến.